# いらっしゃいませ!国実百合です
いらっしゃいませ!国実百合です（いらっしゃいませくにざねゆりです）は、1988年7月から1990年9月まで放送されていたラジオ番組。

## 概要
本番組がスタートした1988年の3月16日に歌手デビューした国実百合がメインパーソナリティを務めていた番組。ネットされていたのは各地方局のみで、キー局を持たない番版番組だった。国実の出身地である高知県の高知放送と山口県の山口放送の2局ネットから放送がスタートした。高知放送や山口放送など一部の局では、国実の所属レコード会社だった日本コロムビア、または日本コロムビアの音響機器事業のブランド・サブレーベルであるDENONの一社提供が付いていた。
本番組宛のはがきの文面は必ず「おはばんちゃ！」という言葉で書き始めるように決められていた。はがき採用者には本番組特製の国実本人の似顔絵入りステッカーが贈られていた。ステッカーは1989年6月頃からはニューバージョンに変更された。一時ステッカーの発行は止まっていたが、1989年12月頃からオリジナルステッカーが再登場、この時からは番組中で気に入られたはがきを送ったリスナーのみに、更に気に入られたリスナーにはサイン付きという方式に変更された。
1989年10月頃の時点で、一週間の間に届くはがきの数は約70通、その約3分の2は各コーナー宛、残りは普通のお便りなどのはがきで、リスナーの性比は男性7割、女性3割、年齢層は17歳から24歳くらいまでが中心だったというデータがある。

## 主なコーナー
アイドル新曲フラッシュ
- 本番組のオープニング直後のコーナー[3]。

高知君VS山口君 → 県別対抗おもしろマップ
- いわゆるお国自慢コーナー、及び各地での面白い出来事を報告し紹介するコーナー。本番組スタート当初からのコーナーで、最初高知放送と山口放送の2局ネットでスタートした当時は「高知君VS山口君」だったが、1988年10月からのネット局増加により「県別対抗おもしろマップ」に改題した[1][3]。

いらっしゃいませ ポテトはご一緒にいかがですか
- リスナーの「こんなものはいらない」と思ったものを募集[3]。

あなたと百合のナイショ話
- 1989年7月スタート。「恥ずかしくて誰にも話したことが無い」などというような内緒話や、自分だけが知っている秘密の話などを募集して本番組中で公開[7][8]。

愛のキューピットコーナー
- 1989年7月スタート。国実自身がリスナーとそのカップルになりたい人との仲を取り持っていた。このコーナーでカップルが成立した人は往復はがきを送ると、本番組から「カップル証明書」がもらえていた[7]。

きっとあなたもカラオケ上手！
- 国実の曲のカラオケに合わせてリスナーが歌ったものを録音したカセットテープを募集[9]。

ミニドラマ
マイ・フェイバリット・ミュージック
- 国実自身の選曲で進行。リスナーからのリクエストも受け付けていた[6]。

本当にこわ〜い話
- 1990年4月スタート。タイトル通り、怖い話や怖い体験をしたエピソードを募集。この年の夏には大賞を決定していた[10]。この他、外に出て“怖い場所”をレポートしたり怖い話をランキング付けしてベストテンを決定したりしていた[11]。

恋の1・2・3！
- リスナーから恋愛に関する悩み事を募集、このコーナーに登場した「にゃんこ手塚先生」と一緒に解決に導いていた[12]。

その他
- 楽屋での話をこっそり教えるコーナー[1]、リスナーに代わって打ち明け話をするコーナー[3]、など。

## ネット局
| 局名       | 1988年7月 - 1988年9月 | 1988年10月 - 1989年3月 | 1989年4月 - 1989年9月 | 1989年10月 - 1990年3月 | 1990年4月 - 1990年9月                   |
| ---------- | --------------------- | ---------------------- | --------------------- | ---------------------- | --------------------------------------- |
| HBCラジオ  |                       |                        |                       | 木曜20:30 - 21:00      |                                         |
| ラジオ福島 |                       | 日曜20:30 - 21:00      |                       |                        |                                         |
| 茨城放送   |                       |                        | 月 - 木 22:40 - 22:50 | →                      | →                                       |
| 新潟放送   |                       |                        |                       | 木曜24:05 - 24:30      | →                                       |
| 福井放送   |                       |                        |                       | 月 - 金 21:10 - 21:20  |                                         |
| 静岡放送   |                       |                        |                       |                        | 金曜 22:30 - 22:50 （1990年7月6日から） |
| 和歌山放送 |                       | 日曜21:30 - 22:00      |                       |                        |                                         |
| ラジオ関西 |                       |                        |                       |                        | 月曜21:30 - 21:40                       |
| 山口放送   | 日曜 9:00 - 9:30      | →                      | →                     | →                      | →                                       |
| 西日本放送 |                       |                        |                       |                        | 月 - 金 24:15 - 24:25                   |
| 高知放送   | 日曜 9:30 - 10:00     | →                      | →                     | →                      |                                         |
| 熊本放送   |                       |                        |                       |                        | 金曜22:00 - 22:30                       |
| ラジオ沖縄 |                       | 日曜19:00 - 19:30      |                       |                        |                                         |

（■（黄色枠） - 日本コロムビア及び日本コロムビアの音響機器事業のブランド・サブレーベルであるDENONの一社提供が付いていた局と期間）
（「→」は、放送曜日・時間帯変更なし、網掛け枠は放送なし）
（参考：ラジオ新番組速報版（三才ブックス）1988年秋号、1989年春号、1989年秋号、1990年春号　各局番組表、「ネット局一覧表」）